# Strandabyggð
Strandabyggð es municipio de la región de Vestfirðir, situado al noroeste de Islandia, en el lado occidental de la bahía de Húnaflói. 

## Territorio y población
En enero de 2011 contaba con una población de 501 personas y una densidad de 0,26 por kilómetro cuadrado. Con un área total es de 1.906 kilómetros cuadrados es después del municipio de Ísafjarðarbær el más extenso de Vestfirðir.
Limita al norte con el municipio de Árneshreppur, al este con el de Kaldrananeshreppur y con el Océano Ártico (en el fiordo Ísafjarðardjúp), al sur con el de Bæjarhreppur y con el de Dalabyggð (este último situado en la región de Vesturland), y al oeste con los municipios de Reykhólahreppur y de Súðavíkurhreppur.

### Fiordos
Strandabyggð alberga un gran cantidad de fiordos, entre ellos el Bjarnarfjörður, el Kaldbaksvík, el Norðurfjörður, que incluye el de Eskifjörður, el Trékyllisvík, que comprende el de Reykjarfjörður á Ströndum, y el de Steingrímsfjörður.